# Riccardo Minardo
Riccardo Minardo (Modica, 1º febbraio 1951) è un politico italiano.

## Biografia
Geometra, suo fratello Rosario nel 1969 è il fondatore di Giap Carburanti.
Viene eletto per la prima volta al Senato della Repubblica nella XIII legislatura nel collegio di Ragusa, durante il suo primo mandato a Palazzo Madama è stato componente delle Commissioni Bilancio, Agricoltura e Territorio. Originariamente iscritto al gruppo del CCD, l'11 marzo 1998 è passato a quello del CDU-CDR, di cui è stato segretario. Nel settembre di tale anno il gruppo cambia di denominazione in UDR.
Con la conclusione di tale progetto politico, il 6 maggio 1999 passa a Forza Italia.
Alle elezioni del 2001, per la legislatura successiva, viene confermato al Senato, ancora nel collegio di Ragusa, andando a far parte di due Commissioni permanenti (Difesa e Agricoltura) e della Commissione per la Vigilanza sui servizi radiotelevisivi. Durante il mandato ha anche presieduto il Comitato per gli italiani all'estero.
Alle elezioni politiche del 2006 viene eletto nella lista di Forza Italia della Camera dei deputati nella circoscrizione Sicilia 2. Alla Camera è componente della Commissione Agricoltura.
Nel mese di settembre 2007 lascia Forza Italia e approda al Movimento per l'Autonomia di Raffaele Lombardo. Conclude il mandato parlamentare nel 2008.
Alle elezioni regionali in Sicilia del 2008 viene eletto deputato all'Assemblea Regionale Siciliana nella lista del MpA della provincia di Ragusa, contemporaneamente il nipote Antonino Minardo viene eletto alla Camera dei deputati nella lista del Popolo della Libertà.

## Procedimenti giudiziari
Nell'aprile 2011 viene posto agli arresti domiciliari con le accuse di associazione per delinquere, truffa aggravata e malversazione ai danni dello Stato, in merito a un'inchiesta su una presunta truffa legata a finanziamenti statali ed europei. Il processo si è concluso a novembre 2017 con l'assoluzione da tutte le accuse in quanto il fatto non sussiste.